# لبیی
لَبِیی (به لاتین: L'Abbaye) یک بخش در سوئیس است که در کانتون وو واقع شده‌است. ال آبایه ۱٬۲۴۳ نفر جمعیت دارد.